# Percnia albinigrata
Percnia albinigrata är en fjärilsart som beskrevs av W. Warren 1896. Percnia albinigrata ingår i släktet Percnia och familjen mätare. Inga underarter finns listade i Catalogue of Life.